# Guddadamadapur, Hirekerur
Guddadamadapur là một làng thuộc tehsil Hirekerur, huyện Haveri, bang Karnataka, Ấn Độ.